# Unachionaspis signata
Unachionaspis signata är en insektsart som först beskrevs av William Miles Maskell 1897.  Unachionaspis signata ingår i släktet Unachionaspis och familjen pansarsköldlöss. Inga underarter finns listade i Catalogue of Life.